# ABC ALGOL
ABC ALGOL es una extensión del lenguaje de programación Algol 60 con estructuras de datos arbitrarias y operadores definidos de usuario, dirigido a símbolos matemáticos.
A pesar de sus avances, nunca fue usado tan ampliamente con Algol.